# Julio Alexis Gabriel Mendoza
Julio Alexis Gabriel Mendoza (Famaillá, provincia de Tucumán, Argentina; 13 de septiembre del 2000) es un futbolista argentino. Juega de volante y su equipo actual es Cañuelas, de la Primera B, a préstamo de Quilmes.

## Carrera

### Quilmes
Luego de siete años en las inferiores de Quilmes, Mendoza debutó como profesional el 28 de junio de 2021 en el empate 1-1 contra Nueva Chicago, ingresando a los 31 minutos del segundo tiempo por Mariano Barbieri. Entre 2021 y 2022, el volante tucumano jugó 2 partidos.

### Cañuelas
A mediados de 2022, Mendoza fue prestado a Cañuelas, equipo de la Primera B. Debutó el 25 de junio en el empate 1-1 entre Cañuelas y Talleres de Remedios de Escalada, ingresando a los 34 minutos del segundo tiempo por Lautaro Suárez Costa.

## Estadísticas

### Clubes
- Actualizado hasta el 8 de octubre de 2022.

| Quilmes Argentina | 2.ª                 | 2021                | 1  | 0 | - | - | - | - | 1  | 0 | 0,00 |
| Quilmes Argentina | 2.ª                 | 2022                | 0  | 0 | 1 | 0 | - | - | 1  | 0 | 0,00 |
| Quilmes Argentina | Total club          | Total club          | 1  | 0 | 1 | 0 | - | - | 2  | 0 | 0,00 |
| Cañuelas Argentina | 3.ª                 | 2022                | 11 | 2 | - | - | - | - | 11 | 2 | 0,18 |
| Cañuelas Argentina | Total club          | Total club          | 11 | 2 | - | - | - | - | 11 | 2 | 0,18 |
| Total en su carrera | Total en su carrera | Total en su carrera | 12 | 2 | 1 | 0 | - | - | 13 | 2 | 0,15 |
| (1) Las copas nacionales se refiere a la Copa Argentina. (2) Las copas internacionales se refiere a la Copa Libertadores y a la Copa Sudamericana. (3) Media de goles por encuentro. No incluye goles en partidos amistosos. |                     |                     |    |   |   |   |   |   |    |   |      |